# اليوم العالمي لسمك التونة
اليوم العالمي لسمك التونة (بالإنجليزية: World Tuna Day)‏ هو حدث للأمم المتحدة، يُقام في 2 مايو من كل عام، أقرته الجمعية العامة للأمم المتحدة في 7 ديسمبر 2016، ويهدف إلى رفع مستوى الوعي حول الحاجة إلى تعزيز الإدارة المستدامة لمخزونات سمك التونة، وهو أمر أساسي التنمية المستدامة والأمن الغذائي واقتصاد العديد من المجتمعات حول العالم.

## وصلات خارجية
- الموقع الرسمي.